# Johannes Fischbach
Johannes Fischbach (* 4. März 1988 in Tirschenreuth) ist ein deutscher Radsportler, der bei Querfeldeinrennen und als Mountainbikefahrer aktiv ist.

## Werdegang
Ursprünglich war Johannes Fischbach in der Mountainbike-Disziplin Cross Country aktiv und hatte 2006 seine ersten Erfolge in der Renndisziplin Fourcross. 
Fischbach startet seit 2007 für das Revolution Racing Projekt Team, das zum Fahrradhersteller Ghost-Bikes gehört und Elitefahrer unterstützt. 2017 wurde er Deutscher Meister im Fourcross.
Im Jahr 2012 wechselte er zum Downhill. 2012 wurde er Deutscher MTB-Meister im Downhill und konnte sich diesen Titel 2014 und 2015 erneut holen.

## Erfolge
2015
- Downhill Deutsche Meisterschaft – D

2014
- Downhill Deutsche Meisterschaft – D

2013
- Downhill Deutsche Meisterschaften – Bad Wildbad / D
- Downhill Cup – Spicak / CZ

2012
- Downhill Deutsche Meisterschaft – Ilmenau / D

2011
- Fourcross Worldcup – Val di Sole / IT
- Fourcross Worldcup – Pietermaritzburg / ZA

2010
- Fourcross Deutsche Meisterschaft – Schwalmstadt / D

2009
- Fourcross Worldcup – Schladming / AT

2008
- Fourcross Worldcup – Maribor / SI
- Fourcross Deutscher Meisterschaft – Wilthen / D